# David D. Stern

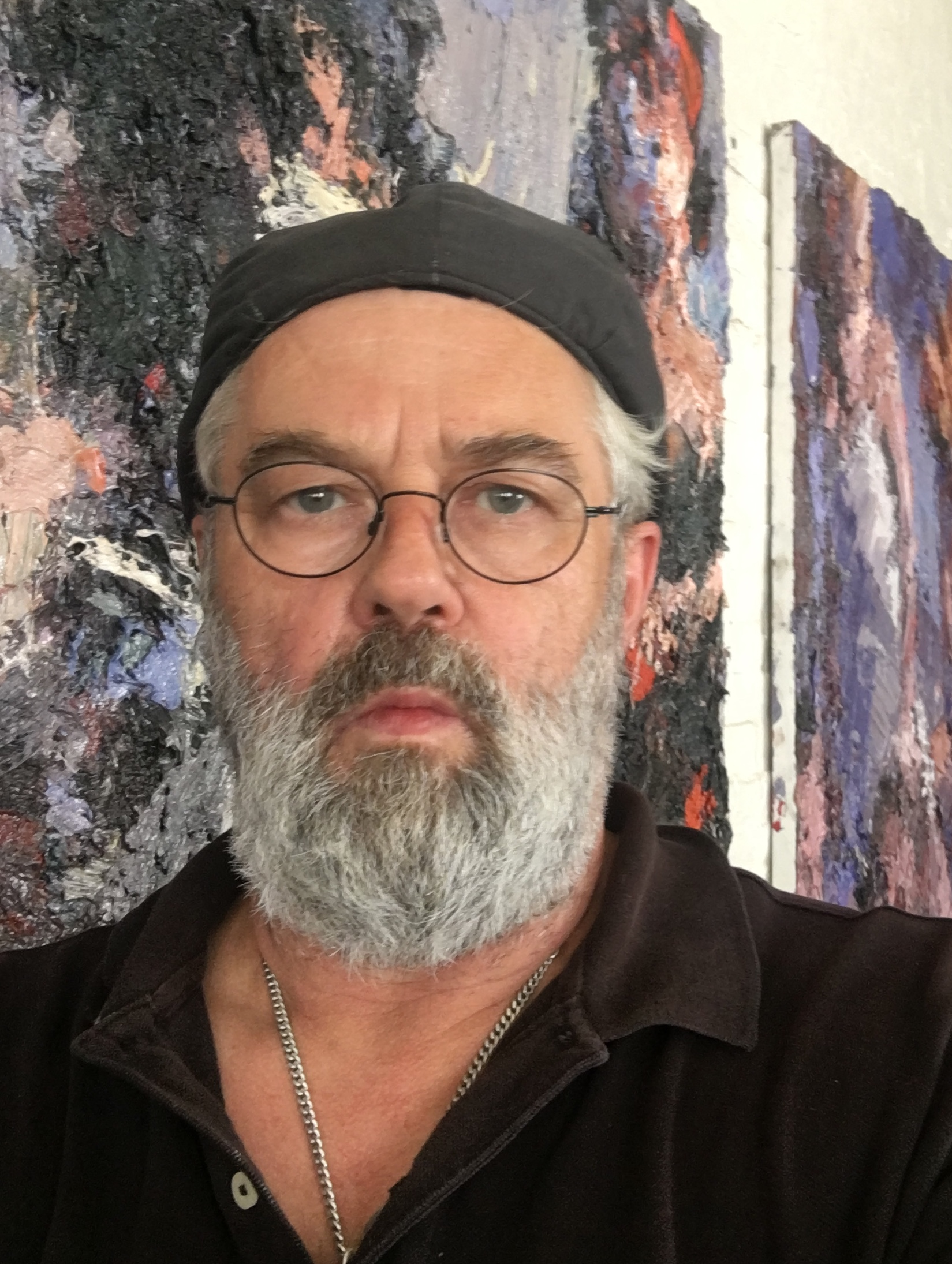
David D. Stern (2018)

David D. Stern (* 3. Februar 1956 in Essen) ist ein in New York lebender deutscher Maler, der mit freien, ausladenden Schwüngen dickflüssiger Ölfarbe komplexe Oberflächen aufbaut, die die vielschichtigen Erfahrungen einer zunehmend globalisierten Welt repräsentieren. Sein Hauptwerk widmet Stern der abstrakten figürlichen Darstellung.
Stern hat sich selbst als „action painter“ bezeichnet und verweist damit auf das künstlerische Erbe der Maler der New York Schule Jackson Pollock, Willem de Kooning and Franz Kline. Seine Porträtmalerei beruft sich auf historische Porträtdarstellungen, seine Malerei ist aber befreit von einer vordergründigen Wiedererkennungsabsicht, sondern nutzt das Farbenspiel eines Gesichtes oder auch einer Szenerie als Vorlage für einen farblichen Abstraktionsrausch, der scheinbar zufällig in der Vollendung die Verbindung zur Vorlage wieder vermittelt.

## Leben und Werk
Nach einer Lehre als Schildermaler besuchte Stern die Dortmunder Fachhochschule für Design und Kunst (1975–79) und die Kunstakademie Düsseldorf (1980–82). Im Anschluss daran lehrte er Malerei an der Dortmunder Fachhochschule für Design und Kunst, während er in einem Dorf bei Münster lebend seine malerischen Fähigkeiten entwickelte.
1986 zog er nach Köln, wo er seine künstlerische Sprache entwickelte und mit Ausstellungen in Österreich, Ungarn, den Niederlanden, Belgien und England nationale und internationale Aufmerksamkeit errang. Die Ungarische Nationalgalerie (Budapest) zeigte 1992 Sterns Ausstellung David Stern: Studie für einen Weg als erste Ausstellung eines zeitgenössischen westlichen Künstlers nach der Öffnung Ungarns.
1993 zeigte Stern seine Arbeiten erstmals in den USA und immigrierte 1994. Seit seiner Ankunft in New York ist er von der Energie, Intensität, Schnelllebigkeit und Kosmopolität der Stadt fasziniert. Seine von Karen Wilkin konzipierte US-Wanderausstellung David Stern: The American Years (1995–2008) demonstrierte formale und inhaltliche Veränderungen, die dieser Umzug ausgelöst hat.
Stern hat in New York City, den USA und Europa ausgestellt. Seine Arbeiten sind in öffentlichen und privaten Sammlungen in den Vereinigten Staaten, Europa und Asien, einschließlich des Metropolitan Museum of Art (New York), des Kupferstichkabinetts Dresden, des Polnischen Nationalmuseums (Poznań), der Dresdner Bank (Köln), der Kunstsammlung der Universität Göttingen und des Arkansas Art Center (Little Rock), des Museum of Contemporary Art Jacksonville (Jacksonville, Florida), des John and Mable Ringling Museum of Art (Sarasota, Florida) und des National September 11 Memorial and Museum (New York) zu sehen.

## 11. September 2001
Sterns Gemälde The Gatherings sind kraftvolle Monumente kollektiven Trauerns nach den tragischen Ereignissen des 11. Septembers 2001. Die Gemälde sind in der Sammlung des National September 11 Memorial and Museum in New York zu sehen.

## Porträts
Während seiner gesamten Karriere hat David Stern Porträts kreiert – Porträts der ihn Umgebenden und immer Selbstporträts – und immer im selben fast lebensgroßen Format, basierend auf Zeichnungen, die vor dem Modell entstehen. Neben Familienmitgliedern malte er Porträts von Freunden wie dem Philosophen Günther Anders (1986/90) und Abraham Ehrlich (1990), dem Saxophonisten Matze Schubert (1988), der Künstler Emil B. Hartwig (1990), Al Hansen (1993), Marvin Hayes, Frank Bara (2001/02) und William Wegman (2008), dem Footballspieler Willis Crenshaw, der Diplomaten Berel Rodal (2002/03) und Ronald Fagan (1999), dem Dichter und Drehbuchautor Jeremy Larner (1999), der Schauspielerin und Therapistin Doe Lang (2011/12) oder der Kunstkritikerin und Kuratorin Karen Wilkin (1999).

## Digitale Zeichnungen
Stern kreiert digitale Zeichnungen, seit die ersten iPhone-Zeichen-Apps geschaffen wurden. Seine Gedanken über die Natur und Praxis digitaler Zeichnungen wurden 2013 veröffentlicht.
Im selben Jahr veröffentlichte er das Künstlerbuch heros and graces 21 Jahre nach der Veröffentlichung von the erotic nature of truth mit dem Philosophen Abraham Ehrlich (u. a. in der Sammlung des Metropolitan Museum of Art). Es ist eine Meditation über Geschlechtlichkeit und basiert auf digitalen Zeichnungen.